# Józef Rutkowski (lekkoatleta)

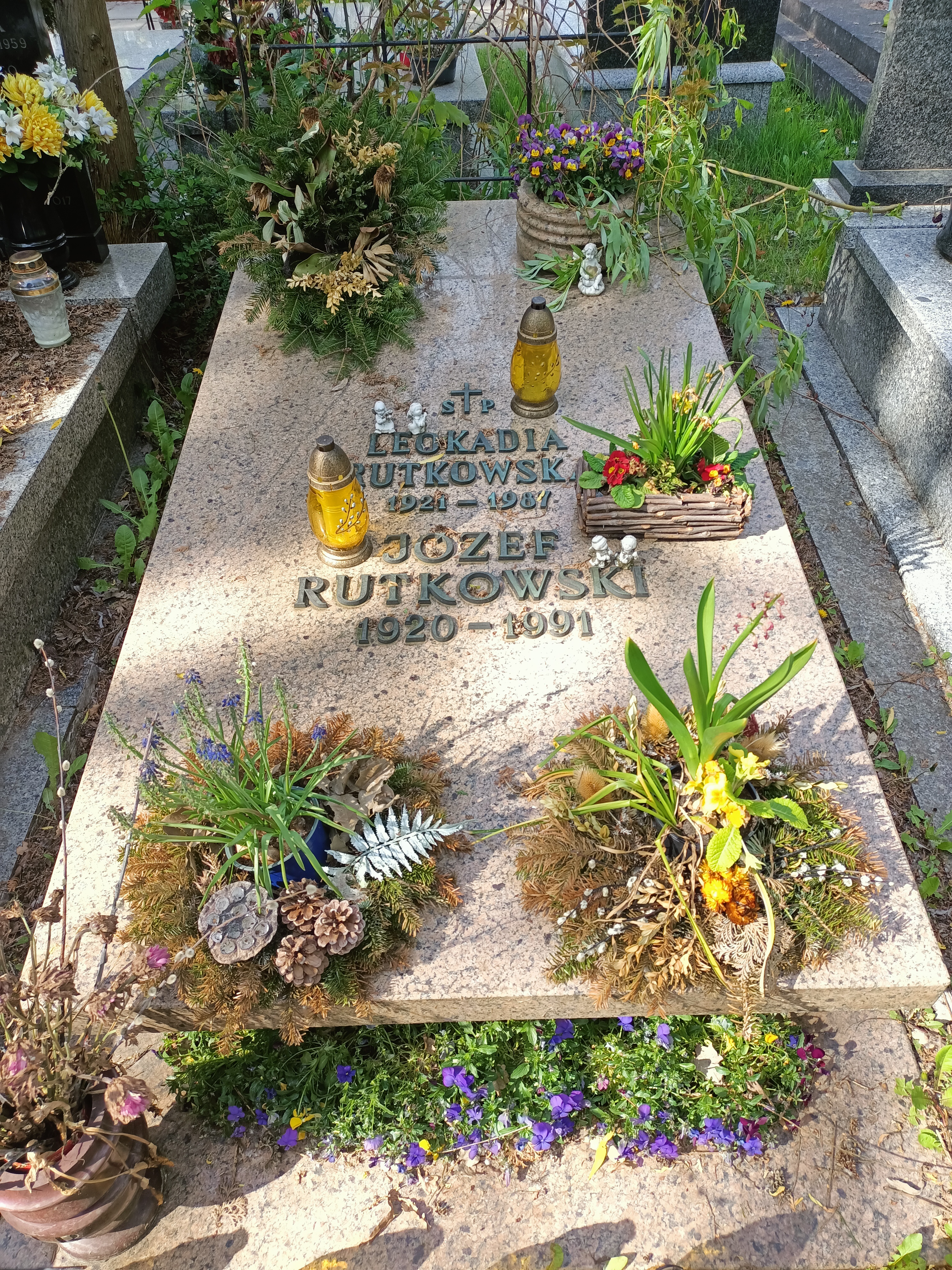
Grób Józefa Rutkowskiego na Cmentarzu Wojskowym na Powązkach

Józef Rutkowski (ur. 10 lutego 1920 w Dobrzycy, zm. 10 lutego 1991 w Warszawie) – polski lekkoatleta (sprinter) i działacz sportowy. Przed II wojną światową występował pod pseudonimem "Omarski".

## Życiorys
W 1937 mistrz Polski juniorów w barwach KPW Poznań w biegu na 100 m i w skoku w dal. Trzykrotny mistrz Polski jako zawodnik AZS Poznań. Reprezentant kraju na mistrzostwach Europy (Oslo 1946), gdzie jednak odpadł w eliminacjach zarówno na 100 (z wynikiem 11,0) jak i 200 metrów (z wynikiem 22,8). W 1949 roku jako członek sztafety 4 x 100 metrów brał udział w pierwszym po II wojnie światowej meczu międzypaństwowym, w którym drużyna Polski rywalizowała w Warszawie z Rumunami.
Po zakończeniu kariery działacz sportowy, m.in. wiceprzewodniczący Głównego Komitetu Kultury Fizycznej i Turystyki (1960-1973), współzałożyciel TKKF został pochowany na cmentarzu wojskowym na Powazkach Kwatera K rząd 6 grób 25.
Rekordy życiowe:
- Bieg na 100 metrów – 10,6 (07.09.1946)
- Bieg na 200 metrów – 22,3 (08.09.1946)
- skok w dal – 6,59 (29.08.1937)